# Theo Arribage
Theo Arribage (9 de octubre de 2000) es un jugador de tenis francés.
Arribage su ranking ATP más alto de single fue el número 1053, logrado el 21 de noviembre de 2022. Su ranking ATP más alto de dobles fue el número 77, logrado el 1 de abril de 2024.
Arribage hizo su debut en el cuadro principal en el Torneo de Montpellier 2023 después de ingresar al cuadro principal de dobles como suplente con Luca Sánchez.
En junio de 2023, Arribagé ganó su primer partido de Grand Slam en el Torneo de Roland Garros 2023, asociándose con Luca Sánchez, tras recibir un wildcard para el cuadro principal de dobles.

## Títulos ATP (1; 0+1)

### Dobles (1)
| Leyenda                         |
| Grand Slam (0)                  |
| ATP Wourld Tour Finals (0)      |
| ATP Masters 1000 World Tour (0) |
| ATP World Tour 500 (0)          |
| ATP World Tour 250 (1)          |

| N.º | Fecha                 | Torneo       | Superficie    | Pareja          | Oponente en la final      | Resultado        |
| --- | --------------------- | ------------ | ------------- | --------------- | ------------------------- | ---------------- |
| 1.  | 16 de febrero de 2025 | Buenos Aires | Tierra batida | Guido Andreozzi | Rafael Matos Marcelo Melo | 7-5, 4-6, [10-7] |

## Títulos Challenger; 9 (0 + 9)
| Leyenda             | Individuales | Dobles |
| ------------------- | ------------ | ------ |
| ATP Challenger Tour | 0            | 9      |

### Dobles
| N.º | Fecha                    | Torneo              | Superficie        | Compañero          | Oponentes en la final                        | Resultado        |
| --- | ------------------------ | ------------------- | ----------------- | ------------------ | -------------------------------------------- | ---------------- |
| 1.  | 19 de mayo de 2023       | Tunis               | Tierra batida     | Luca Sánchez       | James McCabe Aziz Ouakaa                     | 4-6, 6-3, [10-5] |
| 2.  | 29 de julio de 2023      | Zug                 | Tierra batida     | Luca Sánchez       | Ergi Kırkın Dalibor Svrčina                  | 6-3, 7-5         |
| 3.  | 19 de agosto de 2023     | Grodzisk Mazowiecki | Dura              | Luca Sánchez       | Anirudh Chandrasekar Vijay Sundar Prashanth  | 6-4, 6-4         |
| 4.  | 11 de mayo de 2024       | Francavilla al Mare | Tierra batida     | Victor Vlad Cornea | Sander Arends Matwé Middelkoop               | 7-6(1), 7-6(7)   |
| 5.  | 10 de agosto de 2024     | Bonn                | Tierra batida     | Orlando Luz        | Jeevan Nedunchezhiyan Vijay Sundar Prashanth | 6-2, 6-4         |
| 6.  | 14 de septiembre de 2024 | Szczecin            | Tierra batida     | Guido Andreozzi    | Ryan Seggerman Szymon Walków                 | 6-2, 6-1         |
| 7.  | 29 de septiembre de 2024 | Lisboa              | Tierra batida     | Romain Arneodo     | George Goldhoff Fernando Romboli             | 6-2, 6-3         |
| 8.  | 5 de octubre de 2024     | Braga               | Tierra batida     | Francisco Cabral   | Marco Bortolotti Daniel Cukierman            | 6-3, 6-4         |
| 9.  | 30 de noviembre de 2024  | Maia                | Tierra batida (i) | Francisco Cabral   | Kimmer Coppejans Sergio Martos Gornés        | 6-1, 3-6, [10-5] |